# Paul Richard Heinrich Blasius
- Este artigo foi inicialmente traduzido, total ou parcialmente, do artigo da Wikipédia em inglês cujo título é «Paul Richard Heinrich Blasius», especificamente desta versão.

Paul Richard Heinrich Blasius (Berlim, 9 de agosto de 1883 — Hamburgo, 24 de abril de 1970) foi um engenheiro alemão.
Foi um dos primeiros estudantes de Ludwig Prandtl a obter uma base matemática para o arrasto devido à camada limite, mas também demonstrou já em 1911 que a resistência ao escoamento através de tubos lisos pode ser expressa em função do número de Reynolds para escoamentos laminares e turbulentos.
Uma de suas contribuições mais notáveis envolve a descrição da camada limite estável bidimensional desenvolvida em uma placa semi-infinita mantida paralela a um fluxo unidimensional constante {\displaystyle U}.

## Teorema de Blasius
Para um fluxo constante com potencial complexo {\displaystyle w(z)} em torno de um corpo fixo delimitado por um contorno {\displaystyle C}, a força resultante sobre o corpo devida ao movimento do fluido é expressa por 
{\displaystyle F_{x}-iF_{y}={\frac {i\rho }{2}}\oint _{C}\left({\frac {dw}{dz}}\right)^{2}\,dz}
sendo {\displaystyle \rho } a densidade constante do fluido. Esta é uma integral de contorno, que pode ser calculada usando o teorema dos resíduos de Cauchy.

## Correlações
Primeira lei de Blasius para fator de fricção turbulento (turbulent fanning friction factor):
{\displaystyle f/2=0.039Re^{-0.26}\,}
Primeira lei de Blasius para fator de fricção turbulento:
{\displaystyle f/2=0.023Re^{-0.26}\,}
Lei de Blasius para o coeficiente de atrito em uma tubulação com fluxo turbulente:
{\displaystyle \lambda =0.3164Re^{-0.25}\,}